# Sid Vicious
John Simon Ritchie (bolj znan kot Sid Vicious), angleški punk glasbenik, * 10. maj 1957, London, Anglija, † 2. februar 1979, New York, ZDA.
Sid je bil basist angleške punk skupine Sex Pistols. Igral je tudi bobne pri skupini Siouxie and the Banshees in pel pri Vicious White Kids

## Otroštvo
Sid je bil rojen v Londonu mami Anne Ritchie (roj. McDonald) in očetu Johnu Ritchie-ju. John (oče) je bil stražar Buckinghamske palače in profesionalni trobentač  Londonske jazz scene. Kmalu po Sidovem rojstvu se je oče odselil, z mamo pa se je Sid preselil na otok Ibizo. Poročila se je s Christopher Beverly-jem in se do?? leta 1965 preselila nazaj v domači kraj Kent. Sid je po svojem očimu prevzel priimek in se preimenoval v John Beverly.
Leta 1968 je Christopher umrl in z mamo sta se preselila v najeto stanovanje v Tunbridge Wells, kjer je tudi obiskoval šolo Sandown Court School. Okoli leta 1971 sta se spet selila - v londonsko četrt Hackney. Večkrat je obiskal kraj Somerset, kjer je kot »študent« obiskoval šolo Clevedon Secondary Modern school, kjer je tudi spoznal svojega najboljšega prijatelja, Johnny-ja Rottna (John Lydon).
S svojim novim prijateljem Johnom sta večkrat na cesti prosjačila za denar tako, da sta tolkla po tamburinu in preigravala pesmi Alice Cooperja, vendar so jima ljudje plačevali zato, da sta utihnila. Nekega dne jima je nek starec dal »three bob« (3 šilinge) in skupaj so plesali.

### Izvor vzdevka
John je redno prihajal na obisk k Johnu (torej Sid k Rotten-u), kjer so se igrali z njegovim hrčkom, ki mu je bilo ime Sid. Ob tem so poslušali Lou Reedovo pesem Vicious. Johna? je Sid ugriznil (hrček človeka), nakar je se je zadrl: » Your Sid is vicious!«, kar pomeni »tvoj Sid je zloben«. Lydon se je zasmejal in drugemu Johnu nadel vzdevek Sid Vicious.

## Glasbena kariera
Sid je torej začel s tamburinom. Z Lydonom sta takrat ustanovila skupino The Gang of Johns (skupina Johnov), v kateri se z glasbo niso preveč ukvarjali. Malo resneje se je začel »ukvarjati« z glasbo, ko je Lydon ustanovil novo skupino, Sex Pistols.

### Sex Pistols
Ko so iz Pistolsov nagnali prejšnjega basista Glena Matlocka, je bil Sid povabljen, da prevzame njegovo mesto. Čeprav ni imel pojma o igranju bas kitare, je povabilo sprejel. Na koncertih so njegov kabel večkrat izključili, Sidov del pa je igral kitarist Steve Jones. Sid je prav tako pripomogel k dolgim bojem z založbo EMI in izdal studijski album Never Mind The Bollocks (na katerem je bil njegov kabel prav tako več ali manj izključen), ki se je povzpel na prvo mesto britanskih glasbenih lestvic. Pogodbo z založbo so podpisali pred Buckinghamsko palačo in takrat povzročili pravi kaos. Seveda se pogodba ni izšla najbolje, zato so jo prekinili in novo podpisali z Virgin Records.

## Diskografija

### Sid Vicious
- My Way/Something Else/C’mon Everybody (1979, 12”, Barclay, Barclay 740 509)
- Sid Sings (1979, LP, Virgin, V2144)
- Live (1980, LP, Creative Industry Inc., JSR 21)
- Vicious Burger (1980, LP, UD-6535, VD 6336)
- Love Kills N.Y.C. (1985, LP, Konexion, KOMA 788020)
- The Sid Vicious Experience - Jack Boots and Dirty Looks (1986, LP, Antler 37)
- The Idols With Sid Vicious (1993, CD, Last Call Records, LC22289)
- Never Mind the Reunion Here’s Sid Vicious (1997, CD)
- Sid Dead Live (1997, CD, Anagram, PUNK 86)
- Sid Vicious Sings (1997, CD)
- Vicious & Friends (1998, CD, Dressed To Kill Records, Dress 602)
- Better (to provoke a reaction than to react to a provocation) (1999, CD, Almafame, YEAAH6)
- Probably His Last Ever Interview (2000, CD, OZIT, OZITCD62)
- Better (2001, CD)
- Vive Le Rock (2003, 2CD)
- Too Fast To Live... (2004, CD)
- Naked & Ashamed (7”, Wonderful Records, WO-73)
- Sid Live At Max’s Kansas City (LP, JSR 21)
- Sid Vicious (LP, Innocent Records, JSR 21)
- Sid Vicious McDonald Bros. Box (3CD, Sound Solutions, 003)

### Sid and Nancy
- Love Kills (1986, LP, MCA, MCG 6011)

### Sid Vicious/Eddie Cochran
- Sid Vicious v’s Eddie Cochran - The Battle Of The Rockers (LP, Jock, LP 6)

### Sid Vicious/Elvis Presley
- Cult Heroes (1993, CD)

### Vicious White Kids
- The Vicious White Kids (1987, LP, Ritchie 1)
- Vicious White Kids (2001, CD, Sanctuary, CMRCD372)

## Film
1. Sex Pistols Number One (1976, dir. Derek Jarman)
2. Will Your Son Turn into Sid Vicious? (1978)
3. Mr. Mike's Mondo Video (1979, dir. Michael O'Donoghue)
4. The Punk Rock Movie (1979, dir. Don Letts)
5. The Great Rock'n'Roll Swindle (1980, dir. Julian Temple, VHS/DVD)
6. DOA (1981, dir. Lech Kowalski)
7. Buried Alive (1991, Sex Pistols)
8. Decade (1991, Sex Pistols)
9. Bollocks to Every (1995, Sex Pistols)
10. Filth to Fury (1995, Sex Pistols)
11. Classic Chaotic (1996, Sex Pistols)
12. Kill the Hippies (1996, Sex Pistols, VHS)
13. The Filth and The Fury (2000, dir. Julien Temple, VHS/NTSC/DVD)
14. Live at the Longhorn (2001, Sex Pistols)
15. Live at Winterland (2001, Sex Pistols, DVD)
16. Never Mind the Bollocks Here's the Sex Pistols (2002, Sex Pistols, VHS/DVD)
17. Punk Rockers (2003, Sex Pistols, DVD)
18. Blood on the Turntable: The Sex Pistols (2004, dir. Steve Crabtree)
19. Music Box Biographical Collection (2005, Sex Pistols, DVD)
20. Punk Icons (2006, Sex Pistols, DVD)
21. Chaos! Ex Pistols Secret History: The Dave Goodman Story (2007, Sex Pistols, DVD)
22. Pirates of Destiny (2007, dir. Tõnu Trubetsky, DVD)
23. Rock Case Studies (2007, Sex Pistols, DVD)
24. In Search of Sid (2009, BBC Radio 4, Jah Wobble)[4]